# 美國訴卡洛林產品公司案
美國訴卡洛林產品公司案〔United States v. Carolene Products Company, 304 U.S. 144 (1938)〕是美國聯邦最高法院審理的案件，確認了聯邦政府有權禁止在州際貿易中運送換脂牛乳。大法官哈倫·史東在他主筆的多數意見中，依據順從式的審查基準（被後人稱為「合理審查基準」）提出：經濟法規應被「推定為合憲」。
本案最為人所知的是史東大法官所提出多數意見的註腳四（Footnote Four）。他在這個註腳中指出：如果法律在形式上違反美國憲法、以可能妨礙撤銷不受歡迎立法的方式限制政治程序，或涉及對「孤立隔絕少數」的偏見時，法院就應該採取更嚴格的審查標準。註腳四影響了後來最高法院的判決，這種較嚴格的審查標準被稱為「嚴格審查」。

## 背景
本案涉及一項禁止在州際貿易中運送換脂牛乳（在脫脂牛乳中摻雜乳脂以外、其他種類的脂肪或油，以模仿牛奶或奶油的產品）的法律。被告是貿易公司，以買賣一種由煉制脫脂牛乳與椰子油組成的換脂牛乳為業，主張該法因牴觸商業條款與正當法律程序條款而違憲。
前一年度中，被最高法院認定為屬於或影響州際商業活動的數量，明顯增加。同時，最高法院還變更了涉及實體正當程序原則（又稱實質性正當程序原則，用以處理《憲法》未明文的權利）的判決先例。這些改變意味著，以前會被最高法院以違憲為由駁回的許多新政計畫，從當時起，會被認為是合憲的。
被告公司在公判（trial）中以法律違憲為由，聲請在程序上駁回原告之訴（motion to dismiss）。美國伊利諾伊南區聯邦地區法院裁准被告的聲請，第七巡迴上訴法院也維持地區法院的裁決。

## 判決
負責提出多數意見的主筆大法官哈倫·史東在意見中指出，這部法案尚在立法裁量範圍內，被「推定合憲」。法院不應推翻法案，因為它有大量的公共衛生證據作為立法基礎，並非恣意、不合理的立法。也就是說，最高法院在本案中適用了「合理基準」審查。

## 註腳四
卡洛林產品案最有名的是多數意見的註腳四，它還被稱為「憲法上最有名的註腳」。雖然法院在審查本案的經濟管制法規時，適用的是低度審查基準（合理審查基準），註腳四仍指出，在其它案例仍有可能適用更嚴格的審查基準。
史東大法官在註腳四中認為，立法行為如果是針對「孤立隔絕少數」，且對該等少數族群所賴以保障的政治程序之運作造成嚴重阻礙，將是合憲推定原則的例外，而應採取更嚴格的司法審查基準。此見解深刻地影響了平等保護條款與司法審查的法理，也重申普通法中，如果能證明存在欺詐或其他重大法律瑕疵，例如自我交易或其他不當法律行為，都可能推翻一個規則（rule）的法理。
在1937年度擔任史東大法官助理的路易士·路思基協助起草此註腳。憲法學者約翰‧哈特‧伊利的主要著作《民主與不信任》（Democracy and Distrust），也是以註腳的第二、第三段為基礎，分別對應到標題中的「民主」與「不信任」。

### 重要性
為了支持羅斯福新政，本案對經濟管制立法採用「合理審查基準」。這是一種極低度的司法審查基準，推定被審查的立法皆為合憲，而認為違憲的一方，必須舉證該法律如何違反合理基礎。大多數由國會或州議會制定的經濟管制立法，都適用合理審查基準，因此只要與合法的政府利益（legitimate state interest）間具有合理關聯（rationally related）即可。不過，本案較有名的反而是註腳四。
註腳四提出，如果法律有以下情形之一，可能引起更嚴格審查的立法行為：
1. 字面上違反美國憲法的規定，特別是人權法案，
2. 限制可廢除不良法律的政治程序，例如限制投票權、結社自由、資訊傳播等，或
3. 針對宗教、國籍或族裔上少數的立法，特別是歧視「分散又隔離」，缺乏足夠人數或力量，透過政治程序尋求糾正的少數族群。

這種較高密度的審查被後人稱為嚴格審查基準，在1942年史金納訴奧克拉荷馬州案推翻針對囚犯絕育的法律，以及休戈·布萊克大法官在1944年是松诉合众国一案維持強制遷移日本裔人民而廣受批評的意見中，都適用了這個基準。在嚴格審查基準下，除非法律規範之目的，是迫切的政府利益，且採取的手段是達到該目的所必須，否則法律將被推翻。也就是，即使是為了追求迫切的利益，政府也必須考慮採取對人民限制較少的替代方案來立法。從而，法律必須嚴密地符合政府利益，採取最少限制方案來設計。
至於在性別平等案見中經常適用的「中間審查」基準，直到本案數十年後才出現。適用中間審查基準時，法律必須要是為了達成重要的政府利益，且手段設計上，與該目的有實質關聯。
有人根據史東大法官的助理路易士·路思基撰寫的一篇文章，認為這個「最有名的註腳」其實不是史東大法官親自撰寫，而是由路思基完成。實則，該文雖然對我們了解這個註腳的起源與發展具有相當助益，但未宣稱助理本人就是作者，反倒是在大法官之間來往的信件中，暗示了相反的意思。在路思基稍晚的著作 Our Nine Tribunes: The Supreme Court in Modern America 中，可以看到此註腳原稿的影本，第一稿由路思基親撰，第二稿（打印稿）則經過史東大法官的修改，路思基並在首席大法官授意下新增了一些段落。

## 註腳
1. ↑  此處中譯參考王澤鑑主編的《英美法導論》（2010年，元照出版）中，黃國昌執筆的〈訴訟法〉一節用語。
2. ↑  原文可以參閱本條目在英文維基百科的對應條目，中文翻譯則可以參閱林子儀撰寫的〈言論自由導論〉一文，收錄在李鴻禧等人合著的《台灣憲法之縱橫剖切》（1997年）一書中[1]。
3. ↑  又稱為「推定合憲之原則」，見司法院釋字第276號解釋（1991年3月8日）大法官楊建華、楊日然、吳庚共同提出之不同意見書，第3段。

## 延伸閱讀
- Balkin, Jack M. . Northwestern University Law Review. 1988, 83: 275. ISSN 0029-3571.
- Levy, Robert A.; Mellor, William H. . . New York: Sentinel. 2008: 181–197. ISBN 978-1-59523-050-8.

## 外部連結
- United States v. Carolene Products Co., 304 U.S. 144 (1938)的文本可参见：Justia